# Bajo (nunatak)
Bajo är en nunatak i Antarktis. Den ligger i Sydshetlandsöarna. Argentina, Chile och Storbritannien gör anspråk på området. Toppen på Bajo är 9 meter över havet.
Terrängen runt Bajo är huvudsakligen kuperad, men västerut är den platt. Havet är nära Bajo söderut. Trakten är glest befolkad. Närmaste befolkade plats är Maldonado Station, 10,7 kilometer väster om Bajo. 